# Tagarete (arroyo)

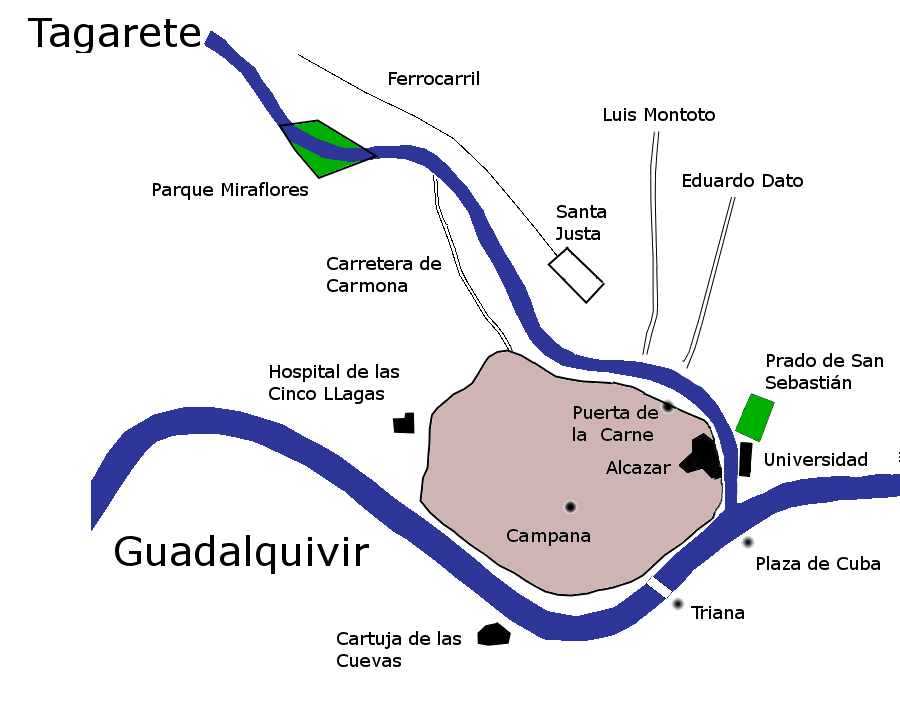
Croquis en el que se representa el antiguo cauce de arroyo Tagarete a su paso por Sevilla

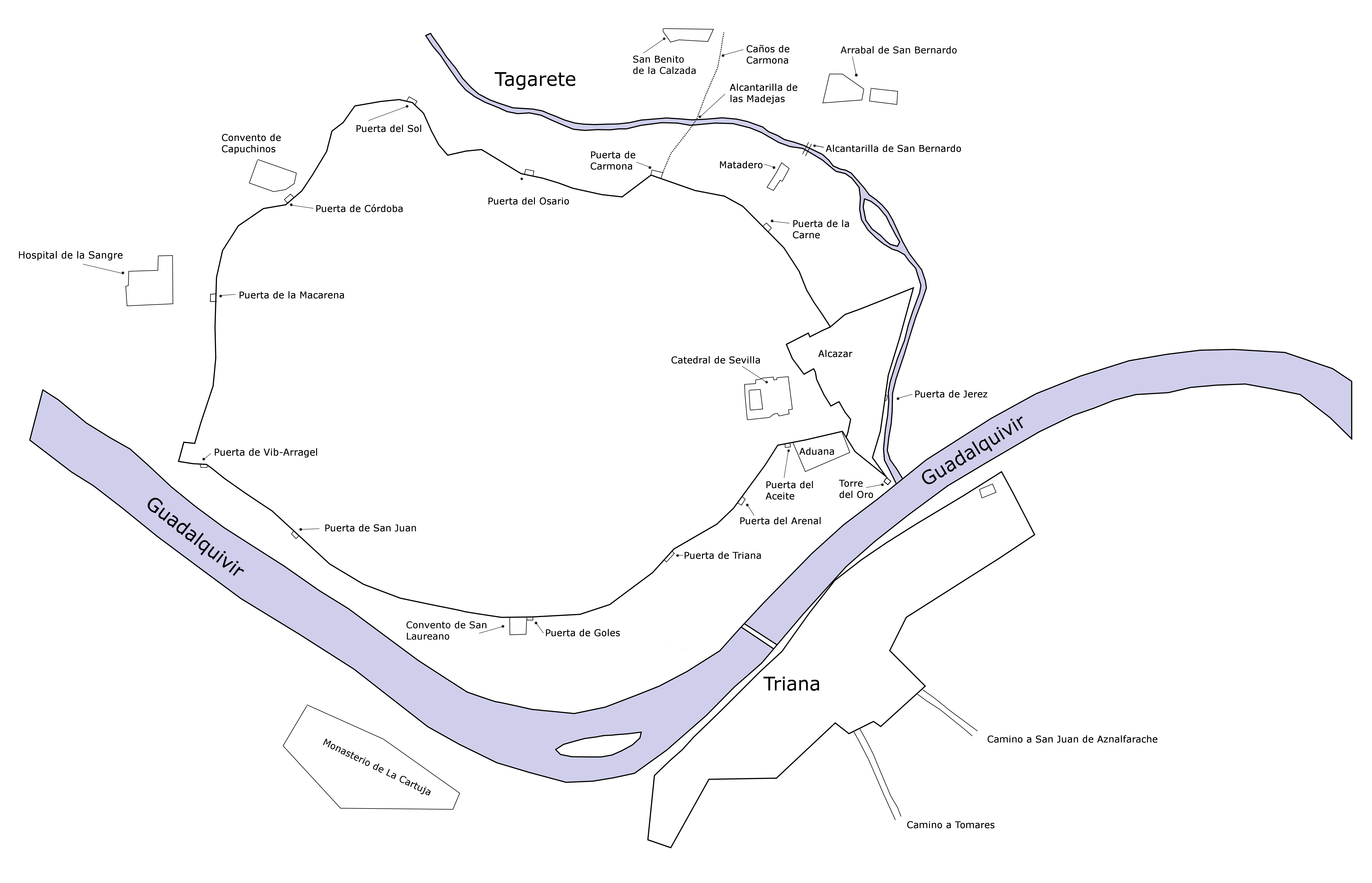
Mapa de Sevilla en el en el que es visible el cauce del arroyo Tagarete y su desembocadura en el Guadalquivir.

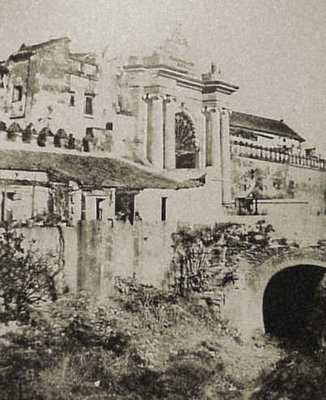
Río Tagarete, pasando bajo el puente situado junto a la Puerta de Jerez, fotografiado por Joseph de Vigier.

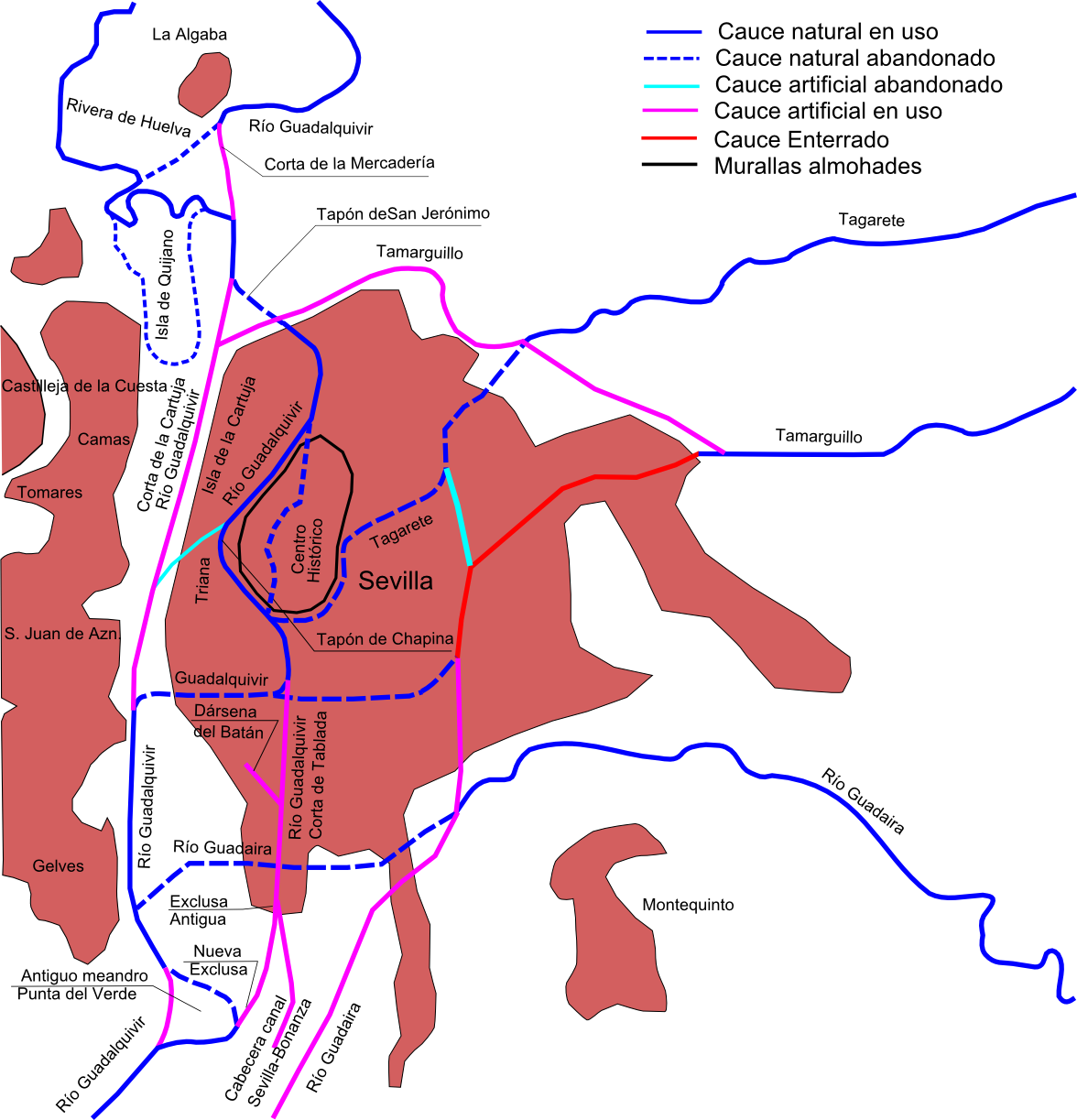
Mapa del río Guadalquivir y sus afluentes en las cercanías de Sevilla, donde puede apreciarse el trazado del arroyo Tagarete

El Tagarete era un arroyo que nace en la elevación de los Alcores, entre las localidades de El Viso y Carmona, con el nombre de arroyo Miraflores y entraba en la ciudad de Sevilla, donde tomaba el nombre de Tagarete, por la huerta de Miraflores, (actualmente englobada dentro del Parque de Miraflores) para continuar por la fuente del Arzobispo. En esta ciudad circulaba por la actual calle Arroyo, rodeaba el casco antiguo por el sector este, paralelo a la antigua muralla y continuaba entre la Real Fábrica de Tabacos y el Alcázar, por la actual Calle San Fernando, para desembocar en el río Guadalquivir junto a la Torre del Oro. 
Las aguas del Tagarete anegaban con frecuencia el área extramuros de Santa Justa y el prado de San Sebastián así como los barrios de San Roque y la Calzada. En algunas ocasiones eran las propias aguas crecidas del Guadalquivir las que entraban hacia el Tagarete y provocaban el desbordamiento de este.
A partir de 1849 se realizaron en la ciudad diversas obras que primero entubaron su cauce y posteriormente lo desviaron hacia el arroyo Tamarguillo  con objeto de alejarlo del casco urbano, pues su existencia causaba inundaciones y era fuente de enfermedades sobre todo en verano cuando las aguas se estancaban. En la actualidad, del antiguo cauce urbano solo subsiste una pequeña parte reconstruido en el Parque Miraflores (Sevilla), el resto está entubado en el subsuelo.

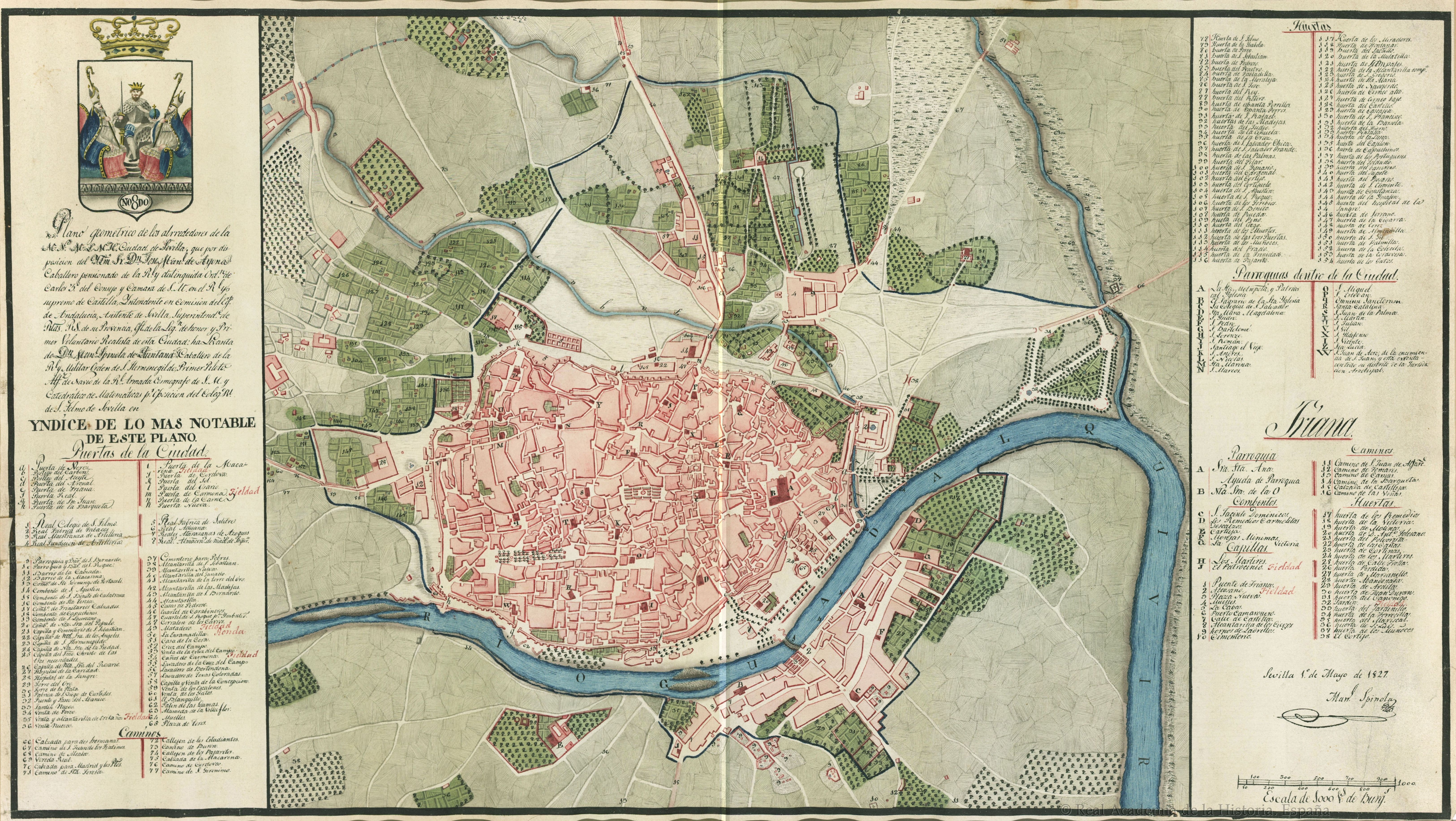
Plano de Sevilla de 1827 en el que puede verse el cauce del Tagarete.

## Citas literarias
En la literatura castellana existen algunas referencias a este arroyo. 
Francisco de Quevedo lo citó en un romance titulado "Viejecita arredro bayas" y existe una comedia burlesca del siglo XVII de Francisco Bernardo de Quirós titulada "El cerco del Tagarete", en la que se relata una batalla entre los peces del río Guadalquivir y las ranas, sapos y anguilas del arroyo. Lope de Vega lo menciona en el Acto II de su obra "La niña de plata" la cual tiene lugar en Sevilla durante la primera mitad del siglo XVII.